# Javorina (dopływ Wagu)
Javorina – potok, lewy dopływ Wagu. Cała jego zlewnia znajduje się w Małej Fatrze Luczańskiej, w obrębie miejscowości Strečno. Potok ma kilka źródeł na północnych stokach grzbietu łączącego szczyty Javorina (ok. 1020 m) i Grúň (1101 m). Najwyżej położone z nich znajduje się na wysokości około 1000 m. Spływa w kierunku północnym głęboko wciętą w wapienne skały doliną i na wysokości 357 m uchodzi do Wagu. Następuje to po wschodniej stronie stromych skał, na których wznosi się Zamek Strečno. Największym dopływem jest bezimienny potok spływający z dolinki pod północnymi stokami Javoriny.
Wschodnie zbocza doliny potoku Javorina tworzy grzbiet biegnący od Wagu poprzez Rakytie do szczytu Grúň, zachodnie północny grzbiet Javoriny biegnący poprzez szczyt Kojšová do Wagu.
Cała zlewnia potoku Javorina to porośnięte lasem strome stoki gór Małej Fatry. Tylko w dolnej, płaskiej części doliny potoku znajdują się zabudowania miejscowości Strečno. Tą częścią doliny potoku prowadzi szlak turystyczny.

## Szlak turystyczny
Strečno, pod hradom – Sedlo Rakytie – Sedlo Javorina – Rázsošná – Úplaz – Minčol